# Helminthostachys mexicana
Helminthostachys mexicana là một loài dương xỉ trong họ Ophioglossaceae. Loài này được C. Presl Spreng. mô tả khoa học đầu tiên năm 1827.